# Carausius simplex
Carausius simplex är en insektsart som beskrevs av Brunner von Wattenwyl 1907. Carausius simplex ingår i släktet Carausius och familjen Phasmatidae. Inga underarter finns listade.